# Такая поздняя, такая тёплая осень
«Такая поздняя, такая тёплая осень» (укр. Така пізня, така тепла осінь) — советский цветной художественный фильм актёра и режиссёра Ивана Миколайчука, снятый им по собственному сценарию, написанному совместно с Виталием Коротичем.
Как и первый фильм Миколайчука «Вавилон ХХ», входит в число 100 лучших фильмов в истории украинского кино. Роль Миколайчука в фильме (Григор Корчак) упоминается среди ролей актёра, за которые он был посмертно удостоен Республиканской премии имени Т. Г. Шевченко (1988).

## Сюжет
Поздней осенью, уже по первому снегу, обедневший и овдовевший буковинский крестьянин Михайло Руснак покидает закарпатские земли и с маленькой дочкой Орысей едет в Канаду. Проходит много лет. Михайло, теперь Майкл Руснак, уже глубоким и почти ослепшим стариком решает посетить свою родину с экскурсией «Интуриста». Его дочери уже нет в живых, но с ним едет его взрослая внучка Орыся.
Пока канадскую делегацию встречают и размещают в гостинице, Орыся одна едет в родное село деда и знакомится с людьми. Она пытается объяснить, что в их эмигрантской жизни были свои трудности и что она сама ощущает себя украинкой, а не иностранкой. Между Орысей и Григором Корчаком возникает взаимная симпатия, хотя на сердце Григора претендует и другая девушка.
Сам Майкл Руснак тоже приезжает в село вместе со своим спутником Джексоном и обходит родные места. Сейчас тоже поздняя осень, и снова неожиданно выпадает снег. Во время новогоднего карнавала Григор в маске признаётся Орысе в любви. Она остаётся с ним, Майкл летит на самолёте обратно в Канаду.

## В ролях
- Пётр Михневич — Михайло-Майкл Руснак
  - Григорий Гладий — Михайло-Майкл Руснак (в молодости)
- Галина Сулима (Щебивовк) — Орыся Руснак
- Иван Миколайчук — Григор Корчак
- Надежда Доценко — Соломия Руснак
- Лесь Сердюк — Мелетий / Иван Мелетьевич
- Боб Цымба — Джексон
- Федор Стригун — Еремий
- Таисия Литвиненко — Прыська
- Фарида Муминова — Изигюль
- Ярослав Гаврилюк — Василий, её жених
- Валентина Салтовская — Клеония
- Наталия Сумская — соперница
- Анна Сумская — эпизод
- Игорь Шкурин — эпизод
- Вячеслав Гостинский — эпизод

## Отзывы
Фильм относят к направлению украинского поэтического кино: так, Виталий Юрченко включает «Осень» в число пяти картин, на материале которых, по его мнению, лучше всего проследить особенности данного направления (наряду с фильмами «Тени забытых предков», «Белая птица с чёрной отметиной», «Каменный крест» и «Захар Беркут»). Все эти фильмы, по словам критика, объединяют две вещи: Карпаты и Миколайчук.
Исполнительница главной женской роли в фильме Галина Сулима, снявшаяся в нём ещё будучи студенткой ВГИКа,  вспоминала, что в картине «был фантастический актёрский состав» и «все восхищались Иваном Миколайчуком», однако «советское Госкино не соглашалось с нами: его руководство прислало на Киностудию Довженко 186 правок»: «Им не нравилось всё: любовь к своей земле, то, что героиня приезжает из Канады, влюбляется и остаётся в Украине. Они пугались философии в фильме». При этом режиссёр работал с актёрами особенным образом: «мы читали сценарий, разговаривали, но репетиций он не проводил. (...) Ему в фильме нужна была твоя личность, поэтому было очень много импровизации».
Автор обзора фильма в журнале «Советский экран» Оксана Курган отмечает, что концепция фильма в целом виделась авторами как «рассказ о несостоявшейся для Майкла Руснака и Ориси родине, несостоявшемся счастье, несостоявшейся любви». При этом «развитием лирической линии, финалом её чуть-чуть изменили авторы картины драматургию — дали надежду на „хэппи энд“, — и драма идей свелась во многом к чему-то вроде очевидной мелодрамы».